# Bon Phặng
Bon Phặng là một xã thuộc huyện Thuận Châu, tỉnh Sơn La, Việt Nam.
Xã Bon Phặng có diện tích 36,33 km², dân số năm 1999 là 4228 người, mật độ dân số đạt 116 người/km².